# ورگس
ورگس (به فرانسوی: Varages) یک کامین در فرانسه است که در Canton of Barjols واقع شده‌است.

## خصوصیات
ورگس ۳۵٫۱۱ کیلومترمربع مساحت و ۱٬۰۸۷ نفر جمعیت دارد و ۳۰۴ متر بالاتر از سطح دریا واقع شده‌است.